# SIAI-Marchetti

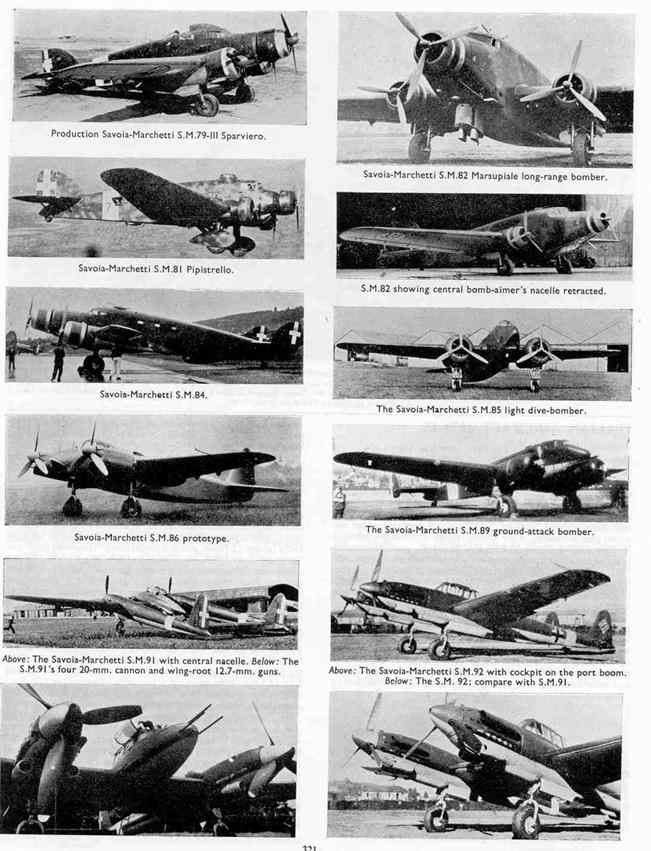
Savoia-Marchetti famiglia di aerei

La SIAI-Marchetti, (famosa tra gli anni venti e quaranta come Savoia-Marchetti) era una delle principali ditte aeronautiche italiane. Alla fine degli anni sessanta passò sotto il controllo dell'Agusta, e nel 1997 venne acquisita dalla Aermacchi, poi diventata Alenia Aermacchi e in seguito confluita in Finmeccanica, oggi Leonardo.

## Storia
Il 12 agosto 1915 venne fondata a Milano la Società Idrovolanti Alta Italia (SIAI) dagli imprenditori Domenico Lorenzo Santoni, già fondatore nel 1913 della Società Anonima Costruzioni Aeronautiche Savoia, e Luigi Capè. L'azienda si occupava della produzione su licenza e commercializzazione degli idrovolanti della ditta francese FBA (Franco-British Aviation Company). La direzione tecnica venne affidata all'ingegnere Raffaele Conflenti; fu lui a sviluppare durante la prima guerra mondiale i primi progetti di idrovolanti SIAI, basandosi al principio sui modelli francesi. In quegli anni venne assunto il pilota collaudatore svizzero Émile Taddéoli che partecipò allo sviluppo dei modelli.
Nel 1915 la SIAI acquisì la Società Anonima Costruzioni Aeronautiche Savoia e negli anni immediatamente seguenti i velivoli prodotti furono conosciuti come "SIAI", "SIAI-Savoia" o "Savoia", e continuavano ad essere designati con la sigla S..
Nel 1921 Raffaele Conflenti accettò l'invito a diventare direttore tecnico della Chantiers Aéro-Maritimes de la Seine (CAMS), ditta francese fondata nel 1920 che aveva avviato l'attività proprio con la produzione su licenza dei SIAI S.9 e S.13. A consolidare l'attività della ditta fu comunque il successo di vendite del S.16.
Fondamentale per la ditta fu l'arrivo, nel 1922 dell'ingegnere Alessandro Marchetti. Con Marchetti come capo progettista la ditta realizzò negli anni seguenti i velivoli più significativi, tra questi il Savoia-Marchetti S.55 delle crociere atlantiche e l'S.M.79 Sparviero, forse il più famoso aereo italiano della seconda guerra mondiale.
L'ing. Marchetti, mentre lavorava alla Vickers-Terni della Spezia aveva sviluppato un prototipo di caccia biplano designato Marchetti MVT (Marchetti Vickers-Terni). Il progetto di questo biplano, con alcune modifiche, seguì il suo progettista alla SIAI, dove venne riproposto con la designazione di SIAI S.50, diventando il primo aereo terrestre della ditta.
In questo periodo iniziò a diffondersi per la ditta la denominazione Savoia-Marchetti, mentre la sigla dei velivoli continuava ad essere la S.. La S.M. venne introdotta successivamente, nel 1937, sia perché anche in Italia si era affermato l'uso, come già in Germania e altre nazioni, di associare il nome del progettista a quello del velivolo, sia per indicare la partecipazione di Marchetti alla proprietà della ditta.
Il periodo tra gli anni venti e trenta rappresentò probabilmente l'apice della ditta che vedeva i suoi idrovolanti protagonisti di diverse imprese aeronautiche, commercializzati in tutto il mondo: USA, dove operava una sua filiale, la American Aeronautical Association, URSS, Romania, Brasile, Belgio, Spagna, Svezia, Turchia e Francia.
A metà degli anni trenta inizia l'affermazione della ditta come costruttrice di aerei terrestri, dopo una prima produzione dedicata agli idrovolanti. Merito della fama certamente l'S.M.79 Sparviero che volò per la prima volta nel 1934, concepito originariamente come trasporto veloce, e poi sviluppato come bombardiere/aerosilurante. In quel periodo il numero di commesse per l'S.M.79 e gli altri trimotori della ditta, erano tali che questi aerei vennero realizzati anche da altre ditte, in particolare la Officine Meccaniche Reggiane (gruppo Caproni) e l'Aeronautica Umbra S.A. (gruppo Macchi).
Prima della fine della seconda guerra mondiale, nel 1944, la ditta abbandonò il nome monarchico Savoia nel marchio, tornando alla vecchia denominazione di SIAI, con il nuovo significato di Società Italiana Aeroplani Idrovolanti (anziché Società Idrovolanti Alta Italia). La designazione venne mantenuta fino agli anni ottanta.
Gli anni del dopoguerra non furono facili per la SIAI-Marchetti, così come per molte altre ditte aeronautiche italiane. Nel 1946, parimenti alla Caproni, anche la Marchetti tentò di inserirsi nel settore del trasporto terrestre, progettando e realizzando alcuni prototipi di motoleggera che utilizzavano come propulsore il motore a due tempi con distribuzione a disco rotante dell'Aviocompressore Garelli, all'uopo modificato. La richiesta per la fornitura dei propulsori non fu però accolta dalla Garelli, totalmente impegnata nella produzione del "Mosquito". Tali prototipi di motoleggera - che non giunsero alla fase produttiva e furono poi utilizzati per la locomozione all'interno dell'azienda - rivestono particolare importanza nella storia del motorismo, essendo le prime motociclette dotate di motore con alimentazione a disco rotante. Nel 1951 la compagnia si trovò sull'orlo della bancarotta e solo nel 1953 riuscì a ritirarsi dalla procedura di liquidazione, riprendendo l'attività.
La svolta arrivò a metà degli anni sessanta con lo SF-260, un addestratore leggero; infatti l'attività della ditta si era ormai concentrata sugli aerei leggeri, dopo lo scarso successo del bimotore S.M.102. Questo piccolo aereo venne costruito dalla SIAI in più di ottocento esemplari, commercializzato in 39 paesi ed è tuttora in produzione.
Nel 1968 il 30% della SIAI veniva acquisito dalla Agusta che passava al 60% nel 1973. Nello stabilimento SIAI-Marchetti di Vergiate si costruirono dunque, per conto di quest'ultima, buona parte degli elicotteri A109, oltre ai Bell, CH-47 e HH-3F dei quali l'Agusta deteneva la licenza.
Pochi anni dopo, nel 1981, compiva il primo volo l'S.211, addestratore basico con motore turbofan, che diventerà l'ultimo progetto della ditta. Nonostante le caratteristiche, rivelatesi in futuro avanti coi tempi, e le buone prospettive iniziali, con un lotto di aerei acquistato dall'aeronautica di Singapore ed Haiti, il velivolo non riuscì ad imporsi sul mercato.
Nel 1983 l'Agusta acquisisce il 100% della SIAI-Marchetti, facendola diventare l'azienda leader del settore aeroplani all'interno del Gruppo e nel 1997, in seguito a programmi governativi di unificazione delle aziende aeronautiche, venne chiusa. Gli stabilimenti rimasero ad Agusta, mentre le attività e i progetti furono rilevate dalla Aermacchi, che ancora produce l'SF-260 e continua lo sviluppo dell'S.211, con la nuova designazione M-311 / M-345.
Nel 2006 lo storico stabilimento di Sesto Calende è stato riaperto da AgustaWestland come sede della tecnologica Training Academy, dove svolge attività di scuola di volo con modernissimi simulatori.
Il 23 Dicembre 2020 Leonardo ha consegnato all'Aeronautica Militare Italiana i primi due aerei addestratori M-345, la cui sigla identificativa di Forza Armata è T-345A. L'Aeronautica Militare Italiana ha ordinato ad oggi 18 M-345 nell'ambito di un fabbisogno complessivo di 45 aeroplani che dovranno progressivamente sostituire i 137 MB-339 entrati in linea a partire dal 1982. Il nuovo M-345 sarà anche il futuro aereo della Frecce Tricolori. Il nuovo M-345, progettato per soddisfare i requisiti di addestramento basico e basico-avanzato, andrà a integrare gli M-346 impiegati per la fase avanzata dell’addestramento dei piloti supportando il consolidamento del processo di crescita delle capacità formative dell’Aeronautica Militare Italiana.
L’M-345 è un velivolo altamente performante e capace di rendere più agevole il passaggio dei piloti provenienti dagli addestratori basici ai caccia di ultima generazione, per l’esecuzione della seconda e terza fase del percorso di addestramento di un pilota militare e come nuova piattaforma della Pattuglia acrobatica nazionale (Pan).

## Velivoli prodotti

### SIAI
| Sigla | Nome completo Tipo                                                              | Primo Volo | Note                            |
| ----- | ------------------------------------------------------------------------------- | ---------- | ------------------------------- |
| S.8   | SIAI S.8 Idrovolante biplano monomotore da ricognizione                         | 1917       |                                 |
| S.9   | SIAI S.9. Idrovolante biplano monomotore da ricognizione                        | 1918       |                                 |
| S.12  | SIAI S.12 Idrovolante biplano monomotore da ricognizione                        | 1918       |                                 |
| S.13  | SIAI S.13 Idrovolante biplano monomotore da caccia/ricognizione.                | 1919       | Sviluppato anche come idrocorsa |
| S.16  | SIAI S.16 Idrovolante biplano monomotore per trasporto civile di 2/3 passeggeri | 1919       |                                 |
| S.17  | SIAI S.17 Idrovolante da competizione                                           | 1920       |                                 |
| S.19  | SIAI S.19 Idrovolante da competizione                                           | 1920       |                                 |
| S.21  | SIAI S.21 Idrovolante sesquiplano da competizione                               | 1921       |                                 |
| S.22  | SIAI S.22 Idrovolante da competizione bimotore                                  | 1920       | Idrocorsa con motori in tandem  |
| S.23  | SIAI S.23 Variante da addestramento del S.16                                    |            |                                 |

### Savoia-Marchetti
I primi velivoli prodotti a partire dal S.50 si possono trovare spesso anche con altre designazioni, (SIAI-Marchetti). In generale, per evitare confusione con i velivoli realizzati nel dopoguerra, si preferisce indicarli comunque come Savoia-Marchetti.
| Sigla    | Nome completo Tipo | Primo Volo | Note                                                                                           |
| S.50     | Savoia-Marchetti S.50 Caccia biplano monomotore, sviluppato dal MVT (1917)                                                                                    | 1922       |                                                                                                |
| S.51     | Savoia-Marchetti S.51 Idrovolante sesquiplano monomotore da competizione                                                                                      | 1922       |                                                                                                |
| S.52     | Savoia-Marchetti S.52 Caccia biplano monomotore, sviluppato poi anche come idrocorsa                                                                          | 1924       |                                                                                                |
| S.53     | Savoia-Marchetti S.53 Idrovolante civile biplano sviluppato dal S.16                                                                                          | 1922       |                                                                                                |
| S.55     | Savoia-Marchetti S.55 Idrovolante bimotore da siluramento/ricognizione/trasporto                                                                              | 1922       |                                                                                                |
| S.56     | Savoia-Marchetti S.56 Idrovolante monomotore biplano da turismo, poi sviluppato come anfibio                                                                  | 1924       |                                                                                                |
| S.57     | Savoia-Marchetti S.57 Idrovolante da ricognizione monomotore                                                                                                  | 1923       |                                                                                                |
| S.58     | Savoia-Marchetti S.58 Idrocaccia biplano monomotore | 1924       |                                                                                                |
| S.59     | Savoia-Marchetti S.59 Idrovolante biplano monomotore per ricognizione/bombardamento derivato dal S.16                                                         | 1925       |                                                                                                |
| S.62     | Savoia-Marchetti S.62 Idrovolante biplano monomotore per ricognizione/bombardamento/trasporto civile, derivato dal S.59                                       | 1926       |                                                                                                |
| S.63     | Savoia-Marchetti S.63 Prototipo di idrovolante bimotore sviluppato come versione a scafo singolo del S.55                                                     | 1927       |                                                                                                |
| S.64     | Savoia-Marchetti S.64 Monoplano monomotore da primato Venne utilizzato da Ferrarin, Del Prete, Maddalena e Cecconi                                            | 1928       |                                                                                                |
| S.65     | Savoia-Marchetti S.65 Idrocorsa monoplano bimotore | 1929       |                                                                                                |
| S.66     | Savoia-Marchetti S.66 Idrovolante da trasporto trimotore che riprendeva la configurazione del S.55                                                            | 1931       |                                                                                                |
| S.67     | Savoia-Marchetti S.67 Idrovolante da caccia monomotore, destinato all'impiego imbarcato                                                                       | 1930       |                                                                                                |
| S.71     | Savoia-Marchetti S.71 Trimotore da trasporto per 8 passeggeri                                                                                                 | 1930       |                                                                                                |
| S.72     | Savoia-Marchetti S.72 Trimotore da bombardamento, poi trasporto sviluppato a partire dal S.71                                                                 | 1934       |                                                                                                |
| S.M.73   | Savoia-Marchetti S.M.73 Trasporto civile trimotore sviluppato parallelamente al S.M.81                                                                        | 1934       |                                                                                                |
| S.74     | Savoia-Marchetti S.74 Trasporto civile quadrimotore, sviluppato dal S.72                                                                                      | 1934       |                                                                                                |
| S.M.75   | Savoia-Marchetti S.M.75 Trimotore da trasporto civile | 1937       |                                                                                                |
| S.M.76   | Savoia-Marchetti S.M.76 Evoluzione del S.M.75 | 1940       |                                                                                                |
| S.M.77   | Savoia-Marchetti S.M.77 Idrovolante trimotore evoluzione del S.66 ultima evoluzione del S.55                                                                  |            |                                                                                                |
| S.78     | Savoia-Marchetti S.78 Idrovolante biplano monomotore derivato dal S.62                                                                                        | 1932       |                                                                                                |
| S.M.79   | Savoia-Marchetti S.M.79 Sparviero Trimotore trasporto civile da competizione, poi bombardiere/aerosilurante                                                   | 1934       |                                                                                                |
| S.80     | Savoia-Marchetti S.80 Monomotore anfibio da turismo | 1933       |                                                                                                |
| S.80 bis | Savoia-Marchetti S.80 bis Bimotore anfibio da turismo | 1934       |                                                                                                |
| S.M.81   | Savoia-Marchetti S.M.81 Pipistrello Trimotore da bombardamento, poi trasporto, sviluppato parallelamente al S.73                                              | 1934       |                                                                                                |
| S.M.82   | Savoia-Marchetti S.M.82 Bombardiere/trasporto trimotore, evoluzione ingrandita del S.M.75                                                                     | 1939       |                                                                                                |
| S.M.83   | Savoia-Marchetti S.M.83 Versione civile S.M.79 | 1937       |                                                                                                |
| S.84     | Savoia-Marchetti S.84 Prototipo di bimotore civile da trasporto per 18 passeggeri (designazione poi trasferita al S.M.84, i due progetti non erano correlati) | 1935       |                                                                                                |
| S.M.84   | Savoia-Marchetti S.M.84 Trimotore da bombardamento/aerosilurante                                                                                              | 1940       |                                                                                                |
| S.M.85   | Savoia-Marchetti S.M.85 Bombardiere in picchiata bimotore | 1936       |                                                                                                |
| S.M.86   | Savoia-Marchetti S.M.86 Evoluzione del bombardiere in picchiata S.M.85                                                                                        | 1940       |                                                                                                |
| S.M.87   | Savoia-Marchetti S.M.87 Versione idrovolante del S.M.75 | 1939       |                                                                                                |
| S.M.88   | Savoia-Marchetti S.M.88 Bombardiere leggero triposto |            | Il progetto venne modificato nel caccia pesante S.M.91 prima della realizzazione del prototipo |
| S.M.89   | Savoia-Marchetti S.M.89 Assaltatore bimotore derivato dal S.M.84                                                                                              | 1941       |                                                                                                |
| S.M.90   | Savoia-Marchetti S.M.90 Prototipo sviluppato dal S.M.75 |            |                                                                                                |
| S.M.91,  | Savoia-Marchetti S.M.91 Caccia pesante bimotore | 1943       |                                                                                                |
| S.M.92   | Savoia-Marchetti S.M.92 Caccia pesante bimotore sviluppato parallelamente al S.M.91                                                                           | 1943       |                                                                                                |
| S.M.93   | Savoia-Marchetti S.M.93 Bombardiere in picchiata monomotore                                                                                                   | 1944       |                                                                                                |
| S.M.95   | Savoia-Marchetti S.M.95 Trasporto quadrimotore | 1943       |                                                                                                |

### SIAI-Marchetti
| Sigla        | Nome completo Tipo                                                                                               | Primo Volo | Note |
| ------------ | --- | ---------- | --- |
| SM-101       | SIAI-Marchetti SM-101 Monomotore da trasporto per 6 passeggeri                                                   | 1947       | |
| SM-102       | SIAI-Marchetti SM-102 Bimotore da trasporto leggero per 9 passeggeri                                             | 1949       | |
| SM-1019      | SIAI-Marchetti SM-1019 Monomotore turboelica da collegamento, sviluppato dal Cessna Model 305A/O-1 Bird Dog      | 1969       | |
| SF-260       | SIAI-Marchetti SF-260 Monoplano mono-triposto multiruolo, sviluppato dall'Aviamilano F 250                       | 1964       | |
| SF-600       | SIAI–Marchetti SF-600 Canguro Bimotore turboelica da trasporto leggero, sviluppato dal Generalavia F 600 canguro | 1981       | |
| S-205        | SIAI-Marchetti S-205 Monomotore quadriposto da turismo                                                           | 1965       | |
| S-208        | SIAI-Marchetti S-208 Monomotore a 5 posti da turismo, sviluppo del S 205                                         | 1967       | |
| SA-202 Bravo | SIAI-Marchetti SA-202 Bravo Monomotore a 2 posti da turismo, prodotto su licenza FFA                             | 1969       | |
| S-210        | SIAI-Marchetti S-210 Bimotore per trasporto executive di 6 passeggeri, sviluppato dal S 205                      | 1970       | |
| S-211        | SIAI-Marchetti S-211 addestratore basico propulso da turboventola                                                | 1981       | |
| S-700        | SIAI–Marchetti S-700 Cormorano Progetto per una versione anfibia del bimotore SF 600 Canguro                     |            | Versione proposta nel 1982, lo sviluppo venne abbandonato due anni dopo prima della realizzazione di un prototipo |

## Sport
Negli anni Trenta la ditta acquisì tramite l’Opera Nazionale Dopolavoro il club di calcio locale, la Sestese, che divenne la squadra aziendale col nome di Dopolavoro SIAI Marchetti, e grazie ai cospicui finanziamenti industriali partecipò a diversi campionati di Serie C.